# 氏の変更届
氏の変更届（うじのへんこうとどけ）は、戸籍上の氏名のうち、「氏」を変更するための届出手続。家庭裁判所の許可を受けて市区町村役場に届け出ることによって効力が生じる。戸籍事務は第1号法定受託事務であるため、法務省の地方支分部局である法務局が管理する。

## 法的根拠
手続根拠は戸籍法第107条第1項に規定されている。

## 手続
氏の変更届は戸籍の筆頭者又は配偶者のみ届け出ることが可能である。氏の変更は同一戸籍内にある全ての者の氏が変更される。そのため、筆頭者と配偶者以外の18歳以上の者が氏の変更を望まない場合又は筆頭者と配偶者以外の18歳以上の者のみが氏の変更を望む場合は、事前に分籍届等で戸籍から離れる必要がある。法律では規定されていないが、裁判所の運用上は氏を変更したい当事者以外の同一戸籍内にある15歳以上の者の同意書を必要としている。
離婚をした者が離婚から3か月以内に婚姻中の氏に復する場合（婚氏続称。民法767条2項）、生存配偶者が復氏する場合第751条、外国人との婚姻をした者が6か月以内に配偶者の称している氏に変更する場合（戸籍法107条2項～4項）、養子縁組から7年経過して離縁した養子が離縁から3か月以内に養子縁組中の氏に復する場合（民法816条2項）は家裁の許可が不要である。ただし、離婚して3か月以上後に婚姻中の氏に変更したい場合、外国人との婚姻をした者が6か月以上後に配偶者の称している氏に変更したい場合、養子縁組から7年経過して離縁した養子が離縁から3か月以上後に養子縁組中の氏に変更したい場合、養子縁組から7年未満で離縁した養子が養子縁組中の氏に変更したい場合は氏の変更届が必要である。
子が父または母と氏を異にする場合に父または母の氏を称しようとする場合は許可の要件が異なり緩やかである。
氏の変更では本人の好みで氏をとることができる場合がある（たとえば変更する自身の出身県名、出身地名など）。

## 許可例
氏の変更は名の変更よりも条件が厳しく、よほどの正当な事由がなければ許可されない。適用例として以下のものがある。
- 私生児として出生して何十年も経過した後で父親に認知され、父の戸籍へ移動した後に、出生時から使用し慣れている母の氏への変更を許可された。
- 最初の結婚における離婚に際して婚姻中の氏を称することとしていたが、その後再婚し、更に離婚した場合に、本来復氏するべき婚姻中の氏ではなく、最初の結婚以前の氏への変更を許可された。
- 氏の読み方が「おおなら」であり、「オナラ」に通じ読み方が滑稽であるとして、氏の変更を許可された。
- 外国人が帰化申請する際、帰化の許可が得られないことを恐れて不本意ながら日本風の氏で帰化したが、カタカナによる氏であっても認められるべきとして、カタカナ氏への変更を許可された。
- 元暴力団員としてその氏が周知されているために、そのために社会生活上支障や不利益があるとともに、暴力団関係者との関わりを持つ契機を少しでも減らしたいという更生意欲から、氏の変更を許可された。
- 幼少時に受けた性的虐待の加害者である近親者を想起させ、強い精神的苦痛を与えていることから、氏の変更を許可された。